# (20768) Langberg
(20768) Langberg (2000 QO54) – planetoida z pasa głównego asteroid okrążająca Słońce w ciągu 3,72 lat w średniej odległości 2,4 j.a. Odkryta 25 sierpnia 2000 roku.